# Kadavu
Kadavu é uma das três províncias da Divisão do Leste, das Fiji. Ocupa as ilhas de Kadavu (com 411 km²), Ono, Galoa e algumas pequenas ilhas do Recife do Grande Astrolábio (Great Astrolabe Reef em inglês).

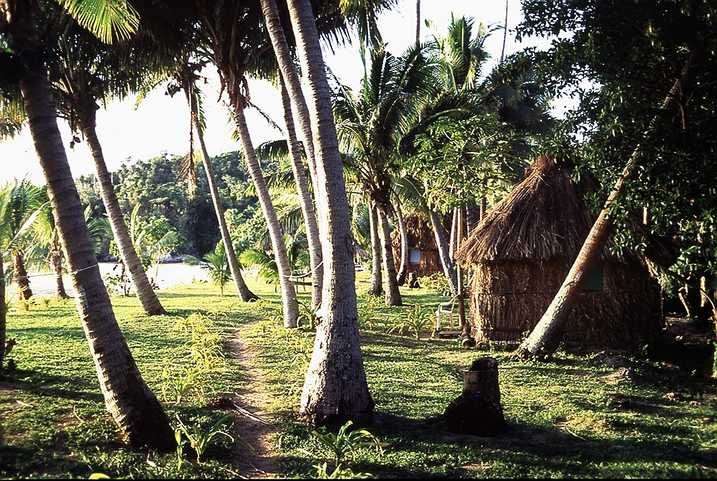
Kandavu Hotel.